# Dowództwo Lotnictwa Ministerstwa Spraw Wojskowych

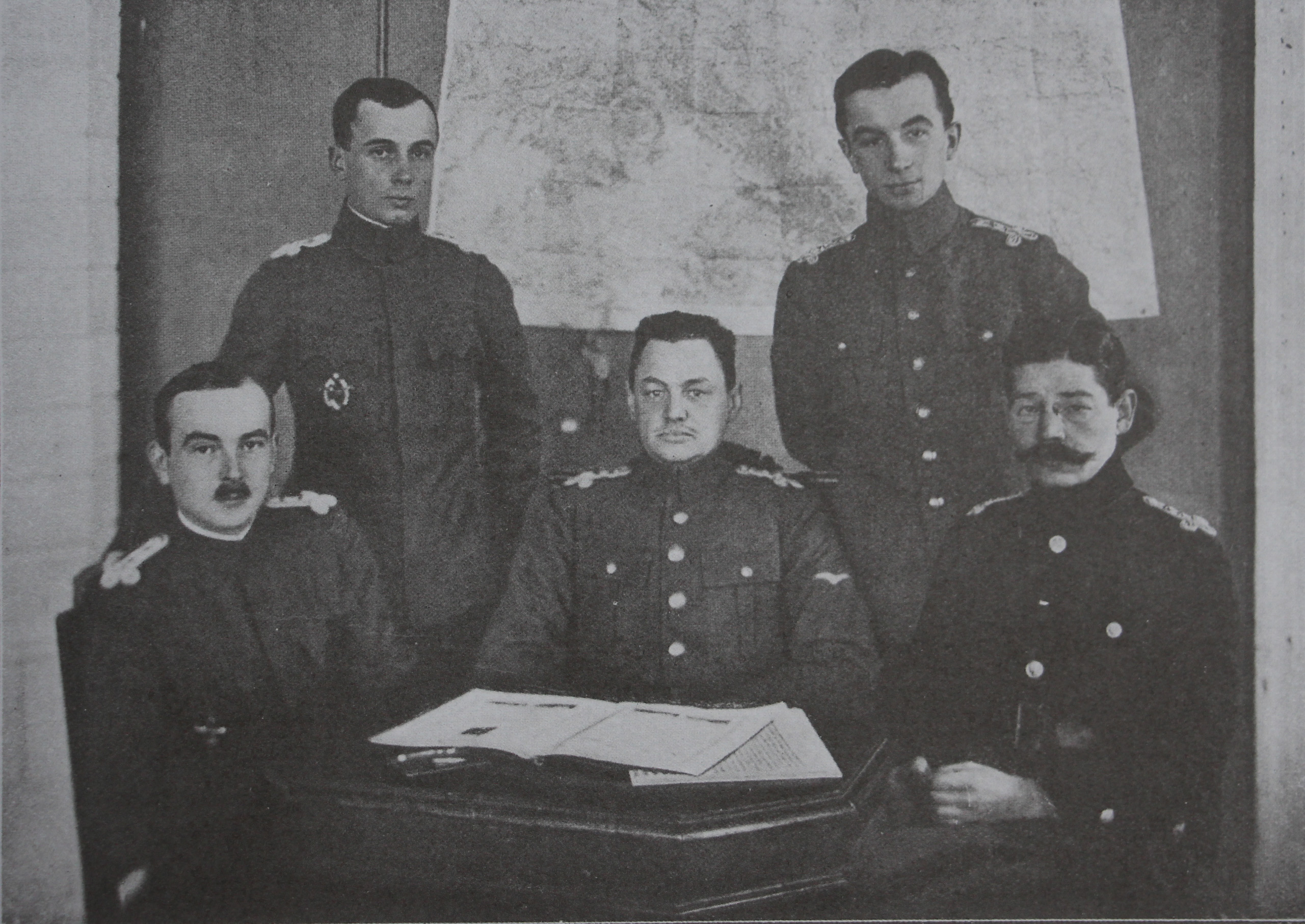
Dowództwo Wojsk Lotniczych;
w centrum ppłk Hipolit Łossowski

Dowództwo Lotnictwa Ministerstwa Spraw Wojskowych – fachowy organ pracy I wiceministra spraw wojskowych w sprawach lotnictwa wojskowego.

## Naczelne władze lotnicze
14 listopada 1918 roku w strukturze Ministerstwa Spraw Wojskowych została utworzona Sekcja Żeglugi Napowietrznej. Sześć dni później skład osobowy sekcji liczył sześciu oficerów i dwóch urzędników: podpułkownik inżynier Hipolit Łossowski, porucznik inżynier Michał Tłuchowski, porucznik inżynier Mieczysław Pietraszek, porucznik Henryk Tokarczyk, Władysław Gajewski i Jerzy Garbiński oraz inżynier Stefan Malinowski i inżynier Klemens Filipowski.
10 grudnia 1918 roku Naczelny Wódz Józef Piłsudski zatwierdził między innymi generała podporucznika inżyniera Władysława Koziełł-Poklewskiego na stanowisku pełniącego obowiązki szefa Departamentu III Technicznego Ministerstwa Spraw Wojskowych, a podpułkownika inżyniera Hipolita Łossowskiego na stanowisku szefa Sekcji Żeglugi Napowietrznej. Tego samego dnia weszła w życie pierwsza organizacja Ministerstwa Spraw Wojskowych z podziałem na siedem departamentów, a tych z kolei na sekcje oraz wydziały i referaty. W skład Departamentu III Technicznego Ministerstwa Spraw Wojskowych weszła między innymi Sekcji Żeglugi Napowietrznej. 
5 maja 1919 roku Sekcja Żeglugi Napowietrznej została wyłączona z Departamentu Technicznego, podporządkowana bezpośrednio Ministrowi Spraw Wojskowych i przemianowana na Samodzielną Sekcję Żeglugi Napowietrznej (XIII). W skład sekcji wchodziła:
- kancelaria,
- wydział zaopatrywania,
- wydział naukowo–techniczny,
- komisja odbiorcza.

24 maja tego samego roku Sekcja została podporządkowana I wiceministrowi, a 24 grudnia ustalono jej etat tymczasowy.
1 marca 1920 weszła w życie nowa organizacja Ministerstwa Spraw Wojskowych. Na bazie Inspektoratu Wojsk Lotniczych i Samodzielnej Sekcji Żeglugi Napowietrznej został utworzony Departament III Żeglugi Powietrznej. Jego struktura organizacyjna wyglądała następująco:
- szef departamentu – gen. ppor. Gustaw Macewicz,
- pomocnik szefa departamentu – rtm. Stanisław Jasiński,
- szef Sekcji I Organizacyjnej – kpt. Stanisław Jaxa-Rożen,
  - wydział ogólno-organizacyjny,
  - wydział wyszkolenia,
- szef Sekcji II Zaopatrzenia – mjr Jan Stachowski,
  - wydział budżetowy,
  - wydział zaopatrzenia,
- szef Sekcji III Aeronautyki – płk Aleksander Wańkowicz,
  - wydział budżetowy,
  - wydział techniczno-gospodarczy,
- kierownik Kancelarii[5][6].

10 sierpnia 1921 roku Minister Spraw Wojskowych rozkazem L. 4900/Org. wprowadził pokojową organizację Ministerstwa Spraw Wojskowych. Dotychczasowy Departament III został przekształcony w Departament IV Żeglugi Powietrznej. W strukturze departamentu znajdowały się trzy wydziały: ogólno-organizacyjny, zaopatrzenia i aeronautyki. 
Obsada personalna Departamentu IV Żeglugi Powietrznej w 1923 roku:
- szef departamentu – wakat,
- zastępca szefa departamentu – ppłk p.d.SG pil. Ludomił Rayski
- szef Wydziału Aeronautycznego – płk Aleksander Wańkowicz,
- inspektor lotnictwa – płk pil. Aleksander Serednicki,
- szef Wydziału – ppłk SG pil. Sergiusz Abżółtowski,
- szef Wydziału – mjr Józef Mieczysław Zajączkowski,
- kierownik referatu – mjr Tadeusz Łakociński,
- kierownik referatu – mjr pil. August Menczak,
- kierownik referatu – mjr Wiktor Szandorowski,
- kierownik referatu – kpt. obs. Czesław Filipowicz,
- kierownik referatu – kpt. pil. Józef Hendricks,
- kierownik referatu – kpt. Tomasz Turbiak,
- kpt. kan. Piotr Panek,
- kpt. pil. Teofil Dziama,
- kpt. pil. Tadeusz Prauss,
- kpt. pil. Teofil Dziama,
- kpt. Zdzisław Kollert,
- kpt. SG Adam Stebłowski,
- por. Karol Malik,
- por. Władysław Popiel,
- por. obs. Bohdan Jałowiecki,
- por. obs. Kazimierz Szałas,
- por. Stanisław Szczeniawski,
- por. Zygfryd Piątkowski,
- por. Karol Brückner,
- por. pil. Henryk Wituski,
- por. pil. Tadeusz Buttowt-Andrzejkowicz[8].

28 czerwca 1926 roku minister spraw wojskowych marszałek Polski Józef Piłsudski podporządkował Departament IV Lotnictwa II wiceministrowi spraw wojskowych.
19 maja 1927 roku Minister Spraw Wojskowych zniósł numerację departamentów, a dla dotychczasowego Departamentu IV ustalił nazwę „Departament Lotnictwa”.
29 kwietnia 1929 roku Minister Spraw Wojskowych zmienił nazwę Departamentu Lotnictwa MSWojsk. na Departament Aeronautyki Ministerstwa Spraw Wojskowych.
Organem prasowym Departamentu Aeronautyki był kwartalnik „Wiadomości Techniczne Lotnictwa”, wydawany jako dodatek do „Przeglądu Lotniczego” (jego redaktorem naczelnym był mjr obs. inż. Wacław Czaplicki).
8 sierpnia 1936 roku Departament Aeronautyki przeformowany został w Dowództwo Lotnictwa, pod którą to nazwą funkcjonował do września 1939 roku.

## Obsada personalna dowództwa
Szefowie departamentu i dowódcy lotnictwa
- ppłk pil. Hipolit Łossowski (XI 1918 – IX 1919)
- gen. bryg. pil. Gustaw Macewicz (IX 1919 – I 1923)
- gen. bryg. pil. François-Lèon Leveque (I 1923 – VIII 1924)
- gen. bryg. pil. Włodzimierz Zagórski (VIII 1924 – III 1926)
- gen. bryg. pil. Ludomił Rayski (III 1926 – III 1939)
- gen. bryg. pil. Władysław Kalkus (III – IX 1939)

Zastępcy dowódcy
- płk obs. inż. Janusz de Beaurain – do spraw ogólnych i organizacyjnych
- płk pil. inż. Tytus Karpiński – do spraw technicznych i zaopatrzenia
- płk inż. Henryk Abczyński – do spraw przemysłu i budżetu (VIII 1938)

Szef sztabu dowództwa
- mjr pil. Stanisław Nazarkiewicz

Obsada personalna Dowództwa Lotnictwa MSWojsk. latem 1939
- dowódca lotnictwa – gen. bryg. pil. Władysław Kalkus
- I zastępca dowódcy lotnictwa – płk pil. Edward I Lewandowski
- II zastępca dowódcy lotnictwa – ppłk pil. inż. Wacław Makowski
- III zastępca dowódcy lotnictwa – wakat
- szef sztabu – ppłk dypl. pil. Józef Jasiński
- zastępca szefa sztabu – ppłk dypl. pil. Władysław Bohuszewicz
- szef łączności – ppłk łącz. Stanisław Pociask[14]
- kierownik referatu – mjr łącz. Stanisław Marcin Noworolski
- kierownik referatu – kpt. łącz. Henryk Marian Wacław Niedziałkowski
- kierownik referatu – kpt. lot. Wiktor II Majewski
- szef Wydziału Organizacyjnego – mjr dypl. pil. Ludwik Szul[a]
- kierownik referatu – kpt. dypl. Roman Czerniawski
- szef Wydziału Studiów – ppłk dypl. pil. Olgierd Tuskiewicz
- szef Wydziału Wyszkolenia – mjr obs. Władysław Madejski
- szef Wydziału Personalnego – mjr obs. bal. Karol Brückner
- szef Wydziału Technicznego – mjr pil. inż. Franciszek Suchos
- szef Wydziału Zasobów MOB – mjr pil. Jakub Kosiński
- szef Wydziału Przemysłu Lotniczego – mjr pil. inż. Roman Suryn
- szef Wydziału Budżetowego – mjr obs. bal. Zygmunt Hullej
- kierownik Samodzielnego Referatu Bezpieczeństwa – mjr obs. Tadeusz Moszkowski
- kierownik Samodzielnego Referatu Balonowego – ppłk pil. ster. Jan Wolszlegier
- szef kontroli technicznej 
  - płk pil. Józef Krzyczkowski
  - płk pil. inż. Tytus Karpiński (od VIII 1939)
- oficer do zleceń – ppłk inż. Wacław Makowski
- kierownik referatu parków – mjr Jan Oleszkiewicz[17]
- szef kontroli przemysłowej – płk obs. inż. Czesław Filipowicz